# William Henry Lang
William Henry Lang (Withyham, 12 de maio de 1874 — Great Missenden, 29 de agosto de 1960) foi um botânico britânico.

## Biografia
William nasceu em Withyham, condado de Sussex, em 1874. Era filho do médico Thomas Bisland Lang, que morreu apenas dois anos depois do nascimento de William. Com a mãe agora viúva, ela e o bebê voltaram para a vila de Bridge of Weir, próxima a Glasgow, lugar de origem da família Lang.
Sua mãe, originária da Irlanda, foi uma das grandes influências por seu interesse em botânica e história natural. Começou os estudos na escolinha da vila, mas precisou ir para Glasgow para dar continuidade nas séries posteriores. Com apenas 15 anos, ingressou na Universidade de Glasgow, tendo aulas em uma escola técnica à tarde.
Em 1894 obteve o bacharelado em ciências e no ano seguinte em medicina e cirurgia, onde recebeu uma bolsa de estudos. Em julho de 1895, William recebeu o registro médico, com apenas 21 anos, mas nunca de fato trabalhou na área. Não era incomum que muitos naturalistas também tivessem formação em medicina na época. Encorajado pelo trabalho do professor Frederick Orpen Bower, William acabou trabalhando com botânica.

## Carreira
Trabalhou com a estrutura vascular das samambaias com Bower e logo se tornou um especialista, tanto que no laboratório de outro professor ele viria a descobrir o esporângio no protalo das samambaias em uma época em que os biólogos exploravam maneiras alternativas de reprodução das plantas.
Em 1899, viajou para o Sri Lanka e para a Malásia britânica para estudar criptógamas tropicais e coletar amostras, retornando à Inglaterra em 1902, ano em que se tornou palestrante na Universidade de Glasgow. Junto de Bower e David Thomas Gwynne-Vaughan, os três formavam um dos mais famosos trios de botânicos da Europa. Com a morte de Gwynne-Vaughan em 1915, William tomou alguns de seus estudos para si, como os fitofósseis de Aberdeen, onde contribuiu para o conhecimento da Psilophyton, que até então não tinha sido estudada em profundidade.
Em 1900, obteve doutorado em ciências pela Universidade de Glasgow e a Cadeira Baker de Botânica foi criada na Universidade de Manchester, onde William Lang foi seu primeiro ocupante. Em 1910, casou-se com sua prima, Elsa Valentine, com quem não teve filhos. Em 1911, foi eleito membro da Royal Society e foi agraciado com a Medalha Real em 1931 por seu trabalho com anatomia e morfologia vegetal. Em 1932, recebeu um doutorado honorário da Universidade de Glasgow e um outro pela de Manchester. Também foi membro estrangeiro da Academia Real das Ciências da Suécia.

## Morte
Após sua aposentadoria, William e a esposa foram morar em Westmorland. Elsa morreu em 1959, após um período doente e William morreu menos de um ano depois, em 29 de agosto de 1960, em sua casa em Milnthorpe, aos 86 anos.